# Asia Story
Asia Story (también conocido como The Asia Story Featuring John Wetton) es un álbum recopilatorio de la banda británica de rock progresivo Asia y fue publicado en 2003.
Este álbum, como su nombre lo dice, contiene canciones que fueron grabadas y compuestas por John Wetton. El primer disco incluye todas las canciones (a excepción de «Starless» y «Kari-Anne»)  del álbum en vivo Live in Moscow de Asia en la era Wetton y el segundo tiene doce temas del tercer álbum de estudio en solitario Arkangel del ex King Crimson y ex Uriah Heep.. 

## Lista de canciones

### Disco uno - Asia
| Side one |                                |                                                             |          |  |
| N.º      | Título                         | Escritor(es)                                                | Duración |  |
| 1.       | «Time Again»                   | John Wetton / Geoff Downes / Carl Palmer / Steve Howe       | 5:34     |  |
| 2.       | «Sole Survivor»                | Wetton / Downes                                             | 6:27     |  |
| 3.       | «Don't Cry»                    | Wetton / Downes                                             | 5:14     |  |
| 4.       | «Video Killed the Radio Star»  | Downes / Trevor Horn / Bruce Woodley                        | 5:15     |  |
| 5.       | «Only Time Will Tell»          | Wetton / Downes                                             | 4:58     |  |
| 6.       | «Rock and Roll Dream»          | Wetton / Downes                                             | 5:42     |  |
| 7.       | «Book of Saturday»             | Wetton / Palmer / Bill Bruford / Robert Fripp / David Cross | 2:48     |  |
| 8.       | «The Smile Has Left Your Eyes» | John Wetton                                                 | 4:52     |  |
| 9.       | «Wildest Dreams»               | Wetton / Downes                                             | 5:06     |  |
| 10.      | «The Heat Goes On»             | Wetton / Downes                                             | 7:23     |  |
| 11.      | «Heat of the Moment»           | Wetton / Downes                                             | 5:18     |  |
| 12.      | «Open Your Eyes»               | Wetton / Downes                                             | 7:29     |  |

### Disco dos - John Wetton
| Side one |                               |                          |          |  |
| N.º      | Título                        | Escritor(es)             | Duración |  |
| 1.       | «Circle of St. Giles»         | Wetton / Billy Liesegang | 2:04     |  |
| 2.       | «The Last Thing on My Mind»   | Wetton / Liesegang       | 3:51     |  |
| 3.       | «Desesperate Times»           | John Wetton              | 5:01     |  |
| 4.       | «I Can't Lie Anymore»         | Wetton / Bob Marlette    | 4:14     |  |
| 5.       | «Arkangel»                    | John Wetton              | 4:18     |  |
| 6.       | «Emma»                        | John Wetton              | 3:01     |  |
| 7.       | «Nothing Happens for Nothing» | Wetton / Marlette        | 4:06     |  |
| 8.       | «All Grown Up»                | John Wetton              | 5:08     |  |
| 9.       | «After All»                   | John Wetton              | 4:15     |  |
| 10.      | «The Celtic Cross»            | Wetton / Mike Stobbie    | 3:52     |  |
| 11.      | «Magazines»                   | John Wetton              | 3:50     |  |
| 12.      | «Woman»                       | John Wetton              | 4:16     |  |

## Formación
- John Wetton — voz principal y bajo
- Geoff Downes — teclados y coros
- Carl Palmer — batería
- Pat Thrall — guitarra